# Lengenberg - Knappberg - Katzenstein
Lengenberg - Knappberg - Katzenstein este o arie protejată (arie specială de conservare — SAC, sit de importanță comunitară — SCI) din Germania întinsă pe o suprafață de 693 ha, integral pe uscat.

## Localizare
Centrul sitului Lengenberg - Knappberg - Katzenstein este situat la coordonatele 51°19′39″N 10°05′05″E / 51.3275°N 10.0847°E.

## Înființare
Situl Lengenberg - Knappberg - Katzenstein a fost declarat sit de importanță comunitară în septembrie 2000 pentru a proteja 1 specie de plante și 1 specie de animale. Situl a fost protejat și ca arie specială de conservare în iulie 2008.

## Biodiversitate
Situată în ecoregiunea continentală, aria protejată conține 10 habitate naturale: Formațiuni de Juniperus communis pe lande sau pajiști calcaroase, Pajiști uscate seminaturale și facies de acoperire cu tufișuri pe substraturi calcaroase (Festuco-Brometalia) (* situri importante pentru orhidee), Pajiști uscate seminaturale și facies de acoperire cu tufișuri pe substraturi calcaroase (Festuco-Brometalia) (* situri importante pentru orhidee), Fânețe de joasă altitudine (Alopecurus pratensis, Sanguisorba officinalis), Izvoare petrifiante cu formare de travertin (Cratoneurion), Grohotișuri medio-europene calcaroase, de la nivel colinar și montan, Pante stâncoase calcaroase cu vegetație casmofită, Peșteri inaccesibile publicului, Păduri de fag Asperulo-Fagetum, Păduri de fag din Europa Centrală dezvoltate pe sol calcaros cu Cephalanthero-Fagion.
La baza desemnării sitului se află mai multe specii protejate:
- plante (1): mușchi (Dicranum viride)
- mamifere (1): liliac cu urechi mari (Myotis bechsteinii)

Pe lângă speciile protejate, pe teritoriul sitului au mai fost identificate 17 specii de plante.